# Aulepa
Koordinaten: 59° 4′ N, 23° 36′ O
Aulepa (schwedisch Dirslätt, deutsch Dirslet) ist ein Dorf (estnisch küla) in der Landgemeinde Lääne-Nigula (bis 2017: Landgemeinde Noarootsi) im Kreis Lääne in Estland.

## Einwohnerschaft und Lage
Der Ort hat zwanzig Einwohner (Stand 31. Dezember 2011). Er liegt fünfzehn Kilometer nordöstlich der Landkreishauptstadt Haapsalu.
Der Ortsname ist offiziell zweisprachig estnisch und schwedisch, da das Dorf bis zum Zweiten Weltkrieg zum traditionellen Siedlungsgebiet der Estlandschweden gehörte.

## Geschichte
1540 wurde der Ort Dyrschleven erstmals urkundlich erwähnt. 1565 ist er als Degerslett verzeichnet, 1683 als Dirschlet. Der Name stammt vermutlich vom schwedischen diger slätt für „große Fläche“. 1798 werden das Dorf Dirslät und der Hof Haudlep nebeneinander erwähnt. Aulepa kommt wohl von den estnischen Wörtern haud („Grab, Grube“) und lõpe („Grenze“).

## Windpark
Bei Aulepa befindet sich seit 2009 ein Windpark. Die Anlage mit dreizehn Windrädern gehört dem estnischen Energiebetreiber Eesti Energia.